# (35336) 1997 FO2
1997 FO2 (asteroide 35336) é um asteroide da cintura principal. Possui uma excentricidade de 0.07782040 e uma inclinação de 15.20042º.
Este asteroide foi descoberto no dia 31 de março de 1997 por LINEAR em Socorro.